# Gestione materiali
La gestione materiali (o logistica dei materiali, in inglese "materials management") è un ambito delle imprese industriali che ha l'obiettivo primario di garantire una corretta alimentazione dei reparti produttivi, minimizzando gli oneri da sopportare. È strettamente collegata alla programmazione della produzione, e rientra nella funzione di approvvigionamento dei fattori produttivi. La figura professionale specializzata in questo campo si chiama material manager.
Si fanno rientrare nella gestione dei materiali le seguenti attività:
- l'accertamento del fabbisogno, che a fronte di un piano produttivo da realizzare deve determinare la quantità dei singoli articoli da approvvigionare ed i momenti in cui emettere gli ordini in funzione dei tempi di rifornimento (lead time)
- lo studio di convenienza economica relativa alla decisione di costruire all'interno i componenti necessari alla produzione oppure acquistarli all'esterno (fare o far fare, fabbricare o comperare, make or buy), tramite un raffronto dei costi totali da sostenere nei due casi, tenendo conto inoltre sia delle caratteristiche di reperibilità all'esterno sia delle risorse disponibili a questo fine all'interno dell'azienda
- l'approntamento e l'invio degli ordini ai fornitori; non si fa rientrare in genere invece nella gestione dei materiali la parte dell'approvvigionamento esterno inerente alla selezione delle fonti d'acquisto e la trattativa con i fornitori, in quanto tali temi appartengono alla branca commerciale
- la sorveglianza sull'espletamento di quanto previsto negli ordini, volta a garantire, tramite un'opportuna azione di ‘'sollecito'’, che i fornitori rispettino quanto stabilito in fase di contratto, con particolare riferimento alle quantità da fornire ed ai termini di consegna
- il ricevimento dei materiali provenienti dall'esterno (siano essi acquistati o lavorati da terzi), il loro controllo all'ingresso, il loro magazzinaggio e la conseguente custodia
- il ricevimento dei materiali provenienti dall'interno (semilavorati e prodotti finiti)
- il reperimento dei materiali custoditi per il loro inoltro alla produzione, o al confezionamento e spedizione ai clienti o alla rete di distribuzione
- il controllo del livello delle scorte e la determinazione dei relativi parametri di governo
- lo svolgimento delle operazioni contabili relative alle movimentazioni di magazzino

La gestione dei materiali può essere seguita dai singoli enti aziendali coinvolti, quali la Programmazione della produzione, gli Acquisti, la Produzione, le Vendite, la Contabilità, ecc., oppure essere sottoposta al coordinamento di una figura professionale ad hoc, il material manager.